# بیگ لیک، شهرستان کارلتون، مینه‌سوتا
بیگ لیک (به انگلیسی: Big Lake) یک منطقهٔ مسکونی در ایالات متحده آمریکا است که در شهرستان کارلتون، مینه‌سوتا واقع شده‌است. بیگ لیک ۴۴۳ نفر جمعیت دارد و ۴۰۲٫۰۴ متر بالاتر از سطح دریا واقع شده‌است.